# جوزيف فرنسيس
جوزيف فرنسيس (بالإنجليزية: Joseph Francis) هو مخترِع أمريكي، ولد في 12 مارس 1801 في بوسطن في الولايات المتحدة، وتوفي في 10 مايو 1893 في Otsego Lake (New York) ‏ في الولايات المتحدة.